# Halušky

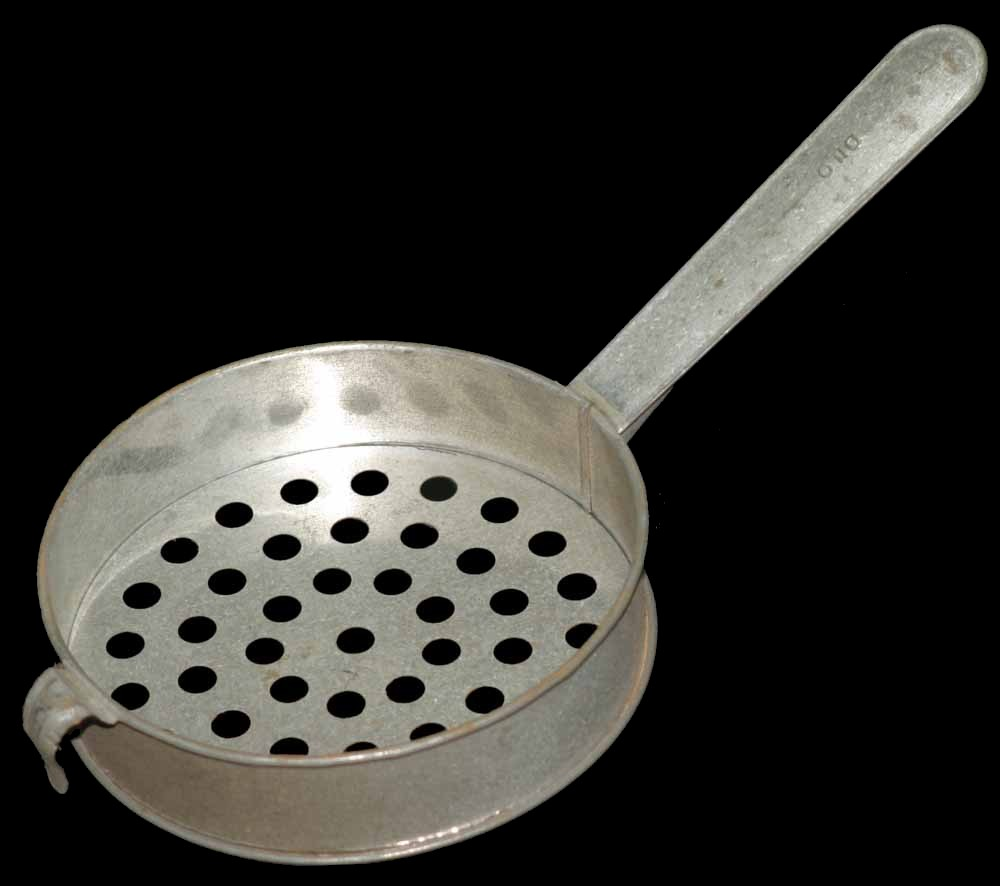
Haluškár, un particolare attrezzo per confezionare gli halušky: la pasta viene fatta passare attraverso i fori e tagliata a tocchetti cilindrici con un coltello.

Le halušky /ɦaluʃkɪ/ (plurale in lingua ceca e slovacca; in ungherese galuska o nokedli; romeno: gălușcă; ucrainice: галушка; lituano: virtinukai) sono una varietà tradizionale di spaghetto spessi e morbidi o gnocchi che si trovano in molte cucine dell'Europa centrale e orientale dove sono conosciuti con diversi nomi locali, in particolare in Slovacchia, Repubblica Ceca, Ucraina, Lituania, Romania e Ungheria. In Slovacchia, le bryndzové halušky sono considerati un piatto nazionale. Le halušky può riferirsi agli stessi gnocchi o al piatto completo.